# Iván Massagué i Horta
Iván Massagué i Horta (Barcelona, 4 de setembre de 1976) és un actor de cinema, teatre i televisió català.

## Carrera professional
Entre 1996 i 1999 va estudiar a l'escola de teatre Nancy Tuñón de Barcelona. Malgrat portar diversos anys com a actor, la seva carrera no va començar a destacar a la pantalla petita fins a la seva interpretació de Johnny al tram final de la sèrie 7 vidas. Més endavant, va ser Marcos a La familia Mata i posteriorment va interpretar a Burbuja a la reeixida sèrie El barco.
També va ser protagonista en la pel·lícula espanyola Pancho, el gos milionari, una comèdia familiar protagonitzada pel famós caní milionari de raça terrier de Jack Russell que va aparèixer en diversos dels anuncis de la Primitiva. Va ser estrenada el 6 de juny de 2014.
Després del final de El barco, retornà a la televisió com a protagonista en una nova sitcom de Cuatro anomenada Gym Tony, al costat d'Antonia San Juan i Usun Yoon, entre d'altres.
El 2018 interpretà a Nando a Benvinguts a la família, una sèrie de televisió de TV3 de comèdia negra creada per Pau Freixas i Ivan Mercadé.

## Filmografia
| - Només per tu (2001) de Jordi Cadena - Mi casa es tu casa (2002) de Miguel Álvarez - Peor imposible, ¿qué puede fallar? (2002) de David Blanco i José Semprún - Nudos (2003) de Lluís María Güell - Soldats de Salamina (2003) de David Trueba - Les maletes de Tulse Luper: la història de Moab (2003) de Peter Greenaway - XXL (2004) de Julio Sánchez Valdés - Entre viure i somiar (2004) d'Alfonso Albacete i David Menkes - El laberinto del fauno (2006) de Guillermo del Toro - La teva vida en 65' (2006) de Maria Ripoll - Presumptes implicats (2007) d'Enric Folch - Déjate caer (2007) de Jesús Ponce - Els últims dies (2013) de David Pastor i Álex Pastor - Kamikaze (2014) d'Álex Pina - Pancho, el gos milionari (2014) de Tom Fernández - Al costat de casa (2016) d'Eduard Cortés - El hoyo (2019) de Galder Gaztelu-Urrutia | - Estudio 1 (2000) - El grupo (2000) - El comisario (2001) - Policías, en el corazón de la calle (2001) - Hospital Central (2002) - Periodistas (2002) - Viento del pueblo: Miguel Hernández (2002) - El cor de la ciutat (2002–2005) - 7 vidas (2005–2006) - La Via Augusta (2007) - La familia Mata (2007–2009) - La isla de los nominados (2010) - Raphael: una historia de superación personal (2010) - Impares (2010) - Impares Premium (2010–2011) - Los misterios de Laura (2011) - El barco (2011–2013) - Entre líneas (2012) - Gym Tony (2014–2016) - Benvinguts a la família (2018) - Parot (2021) | - El médico a palos (1997) - El aniversario (1998) - Ay Caray (1999) - Després de la pluja (1999) - La chilena (2000) - Bus 59 (2000) - Algo (2005) - True West (2007) - Hamlet (2009) - La mujer de negro (2014) - Aquella nit (2020) |